# Hippolyte Taine
Hippolyte Adolphe Taine, francoski filozof, kritik in zgodovinar, * 21. april 1828, Vouziers, Francija, † 5. marec 1893, Pariz, Francija.

## Življenje
Rodil se je v meščanski družini. Do očetove smrti leta 1840 se je šolal doma, kasneje je odšel v Pariz. Leta 1848 je začel s študijem filozofije. Že v času študija je imel neobičajne ideje. Pri 15 letih je nehal verjeti v Boga in se posvetil filozofiji. Zanimale so ga metafizične ideje Hegla in Spinoze, ki so ga vodile k iskanju odgovora o sili življenja in vesolju. Zaradi predanosti Spinozovem ateizmu je leta 1851 padel na nacionalnem preverjanju znanja Concours d'Agrégation. Njegovo pojasnitev Spinozine morale profesorji niso odobravali. Taine je preziral njihov koncept o svobodi volji in morali. Bil je optimist (zanika vsako dejanje, ki ga ni mogoče dokazati) in determinist (po objektivnih zakonih, neodvisno od človekove volje in njegovega delovanja). Trdil je, da so ljudje produkt rase, okolja in časa (fra. race, milieu et moment). Rasa že v naprej zaznamuje posameznika, njegove dane dispozicije mu omogočajo razvoj ali nazadovanje. Okolje vpliva na posameznikovo ustvarjanje, šele ko analiziramo okolje, v katerem ustvarja, razumemo njegovo literaturo. S časom je namigoval na izkušnje, ki jih človek pridobi skozi življenje in njegovo ustvarjanje.
Nekaj časa je poučeval, a je kasneje dal odpoved. Posvetil se je pisanju dveh doktorskih disertacij o literaturi - De Personis Platonicis (“O Platonovih osebah v Dialogih”) in študiji francoskega pesnika La Fontaina ter njegovim basnim. Izdana je bila leta 1861 kot La Fontaine et ses fables (“La Fontaine in njegove basni”). 
Doktorat je pridobil maja 1853 in začel s pisanjem eseja Livy Essai sur Tite-Live (1856), kljub negativnim kritikam njegovega filozofskega stališča, je dobil nagrado Francoske Akademije. Obiskoval je znanstvena predavanja in tako pridobil nova znanja o psihologiji. Živel je od inštrukcij in pisanja. 
Med leti od 1864 do 1870 delal je na Pariški univerzi, na akdemiji za likovno umetnost (Beaux Arts) in na vojaški šoli (Saint Cyr - Special Military School of Saint-Cyr). Leta 1864 je tri mesece živel v Italiji in pisal članke za literarno revijo v Parizu. Članke je pisal vse do leta 1866.  Leta 1868 se je poročil s hčerko priznanega arhitekta. Imela sta sina in hčerko. Pisal je eseje o filozofiji umetnosti na Nizozemskem in v Grčiji.  V svoje poučevanje je vključil potovanja in komentarje po obiskih muzejev. Upokojil se je leta 1884. Dve leti prej je izdal Philosophie de l'art (Filozofijo umetnosti) in z njo postal uveljavljen francoski zgodovinar 19. stoletja. S svojimi zapisi o umetnosti je vplival na celo generacijo umetnikov in učencev. Njegovo najpomembnejše delo je Les Origines de la France contemporaine, ki govori o politični in kulturni zgodovini Francije. To delo je pisal 17 let, vse do smrti.

## Vpliv
Hippolyte Taine je imel močan vpliv na svoje sodobnike. Bil je pomemben predstavnik pozitivizma v družboslovju in humanistiki, močan vpliv pa je imel zaradi znanstvenega pristopa do umetniških del. Bil je prijatelj z Emilom Zolajem. Oba sta imela močan vpliv na literaturo, a je bil Tainov bolj negativen. Vplival je tudi na mnoga literarna gibanja po celem svetu. Njegove ideje so bile uporabljene pri razlagi nacionalne literature in njenega pomena. Postmodernisti, ki so raziskovali povezavo med literaturo in zgodovino družbe, so uporabljali Tainov koncept rase, okolja in časa. Taine je bil tudi v stiku s filozofom Friedrichom Nietzschejem, kateri Taina v enem od svojih del poimenuje kot prvega (pravega) zgodovinarja.  Tudi avstijski literat Stefan Zweig je v svoji doktorski disertáciji pisal o Tainu in njegovi filozofiji ("Die Philosophie des Hippolyte Taine").  Na njegovih idejah temelji osnovna ideja umetnostne smeri naturalizma.

## Filozofija umetnosti
Filozofija umetnosti je opis vodilnih umetnostnih obdobji in poskus posplošitve filozofije preko zgodovinskih analiz. Umetnost je razdelil v dve skupini: na slikarstvo, kiparstvo in poezijo ter na  arhitekturo in glasbo. V delo je vključil umetnost Grčije, Italije in Nizozemske. Menil je, da nobeno delo ni nastalo po naključju, zato je za razumevanje dela pomembno poznati razmere, ki so vodile do njegovega nastanka. Po njegovi teoriji značaj umetniškega dela določa umetnik, on pa se izoblikuje preko kulturnih vplivov. Na umetnika tako vplivata med drugim tudi kraj in čas v katerem dela. Taine je za primer izbral antične grške kipe, ki odražajo grško obsedenost z vojno, atletiko ter z izoblikovanjem zdravega človeka (gr. καλὸς κἀγαθός). Podobno je tudi v srednjem veku, kjer je na umetnike vplivala moralna kriza zaradi fevdalnega zatiranja. V 17. stoletju pa je umetnost odsevala vrednote kmečkega življenja. Filozofija umetnosti je raziskava umetnosti ter razmer, v katerih so ustvarjali umetniki.

## Dela
- La Fontaine et ses Fables (La Fontainove basni, 1861)
- Les Philosophes Classiques du XIXe Siecle en France (Francoski filozofi 19. stoletja, 1857);
- Essais de Critique et d’Histoire (Kritični in zgodovinski eseji, 1858);
- Histoire de la Littérature Anglaise (Zgodovina angleške literature, 1864);
- Nouveaux Essais de Critique et d’Histoire (Novi kritični in zgodovinski eseji, 1865);
- Voyage en Italie (Zapiski iz Italije, 1866);
- Notes sur Paris. Vie et Opinions de M. Frédéric-Thomas Graindorge (Zapiski o Parizu, življenja in pogledi M. Frédérica-Thomasa Graindorgeja, 1867);
- De l’Intelligence (O umu, 1870);
- Notes sur l’Angleterre (Zapiski o Angliji, 1872);
- Les Origines de la France Contemporaine (Izvori sodobne Francije, 1875-93);
- Derniers Essais de Critique et d’Histoire (Zadnji eseji, 1894);
- H. Taine, sa Vie et sa Correspondance (H. Taine, Življenje in pisma, 1902 –1907);
- Philosophie de l'art  (Filozofija umetnosti, 1865).

### Dela prevedena v slovenščino
- Philosophie de l'art (1865) - Filozofija umetnosti (1955) (COBISS)